# زينب فهمي
زينب فهمي (مواليد 1941 ) هي قاصة وكاتبة مغربية.

## حياتها ومسيرتها
ولدت زينب فهمي سنة 1941 بالدار البيضاء. اشتغلت مدرسة بالتعليم الابتدائي ثم عينت مديرة لإحدى المدارس بالدار البيضاء.انضمت رفيقة الطبيعة إلى اتحاد كتاب المغرب في يونيو سنة 1968 . تعد زينب فهمي من الكاتبات اللواتي شكلن تأسيسا فعليا للشكل الإبداعي السردي والشعري في المغرب . تقول زهور كرام : « شكلت تجربة كل من خناتة بنونة، و فاطمة الراوي و زينب فهمي (رفيقة الطبيعة) و مليكة العاصمي ، و ليلى أبو زيد تأسيسا فعليا للشكل الإبداعي السردي والشعري، اعتبارا لتوظيفهن للكتابة الإبداعية كمجال للتعبير عن قضايا وطنية وقومية واجتماعية ونقابية. وهذا ما يعطي لهذه المرحلة من علاقة المرأة المغربية بالكتابة أهميتها التاريخية باعتبارها بدأت منخرطة في أسئلة المرحلة.»

## مؤلفاتها

### مجموعات قصصية
- رجل وامرأة، قصص، الدار البيضاء، دار الكتاب، 1969.
- تحت القنطرة، قصص، الدار البيضاء، دار الكتاب، 1976.
- ريح السموم، قصص، الدار البيضاء، دار النشر المغربية، 1979.

## وصلات خارجية
- زينب فهمي على موقع أرشيف الشارخ.